# توماس فرانكلين شنايدر
توماس فرانكلين شنايدر (بالإنجليزية: Thomas Franklin Schneider)‏ هو مهندس معماري أمريكي، ولد في 1859 في واشنطن العاصمة في الولايات المتحدة، وتوفي في 1938.